# Hiena-riscada
A hiena-riscada (Hyaena hyaena), também conhecida por hiena-raiada ou hiena-listrada, é um mamífero carnívoro da família Hyaenidae, conhecida por sua vocalização semelhante a uma gargalhada humana, usada para comunicação. Habita partes da África e da Ásia.

## Características
A hiena-riscada pesa entre 25 e 60 kg, possui até 1,30 m de comprimento, sem medir a cauda que tem de 25 a 40 cm de comprimento. Possui de 70 a 80 cm de altura na cernelha. Diferencia-se de sua parente Hiena-malhada por suas listras negras ao longo do corpo. Possui também pêlos longos e até eriçados na costas, vindo de trás da cabeça até a cauda. No inverno seus pêlos se tornam mais longos. 
As hienas também comem frutas. Em Israel, atacam canteiros de melão o que causa conflito com os fruticultores locais. As hienas listradas foram observados com uma matilha de lobo cinzento(Canis lupus) se movendo através do deserto de Negueve como uma espécie única de predador.